# مسراشمیت کی‌آر۱۷۵
مسراشمیت کی‌آر۱۷۵ (Messerschmitt KR۱۷۵) خودرویی است که در سال‌های ۱۹۵۳–۱۹۵۵در رگنسبورگ، آلمان، برشا و ایتالیا تولید شده‌است. طراحی آن خودروهای موتور وسط عقب-محور عقب بوده است.